# ニューヨーク・ニックスのチーム記録
ニューヨーク・ニックスチーム記録はNBAのニューヨーク・ニックスのチーム記録である。
現役選手の記録も取り上げる。各部門のランク中、太字の（現役）は現在このチームに在籍していることを表す。
- 各部門のランク内では2024-2025シーズンまでの記録を反映している。

## 通算得点
1. 23,665　パトリック・ユーイング
2. 14,617　ウォルト・フレイジャー
3. 12,183　ウィリス・リード
4. 11,165　アラン・ヒューストン
5. 10,449　カール・ブラウン
6. 10,366　リッチー・ゲリン
7. 10,186　カーメロ・アンソニー
8. 9,679　アール・モンロー
9. 9,442　ディック・バーネット
10. 9,217　ビル・ブラッドリー

## 通算リバウンド
1. 10,759　パトリック・ユーイング
2. 8,414　ウィリス・リード
3. 7,291　チャールズ・オークリー
4. 5,935　ハリー・ギャラティン
5. 5,015　ウィリー・ナオルス
6. 4,825　ジョニー・グリーン
7. 4,671　デイブ・ディバッシャー
8. 4,598　ウォルト・フレイジャー
9. 4,272　カート・トーマス
10. 4,066　ナサニエル・クリフトン

## 通算アシスト
1. 4,791　ウォルト・フレイジャー
2. 4,005　マーク・ジャクソン
3. 2,950　ディック・マグワイア
4. 2,821　カール・ブラウン
5. 2,725　リッチー・ゲリン
6. 2,533　ビル・ブラッドリー
7. 2,451　チャーリー・ウォード
8. 2,394　ジョン・スタークス
9. 2,260　レイ・ウィリアムス
10. 2,244　マイケル・レイ・リチャードソン

## 通算ブロック（73-74シーズンから）
1. 2,758　パトリック・ユーイング
2. 620　ミッチェル・ロビンソン（現役）
3. 543　ビル・カートライト
4. 542　マービン・ウェブスター
5. 479　カート・トーマス
6. 390　マーカス・キャンビー
7. 378　クリスタプス・ポルジンギス（現役）
8. 287　チャールズ・D・スミス / アマレ・スタウダマイアー
9. 251　カイル・オークイン
10. 250　ジョン・ジャネリ

## 通算スティール（73-74シーズンから）
1. 1,061　パトリック・ユーイング
2. 844　チャールズ・オークリー
3. 810　マイケル・レイ・リチャードソン
4. 750　レイ・ウィリアムス
5. 744　チャーリー・ウォード
6. 720　マーク・ジャクソン
7. 711　ジョン・スタークス
8. 634　トレント・タッカー
9. 614　ジェラルド・ウィルキンス
10. 589　ウォルト・フレイジャー

## 出場試合
1. 1,039　パトリック・ユーイング
2. 759　ウォルト・フレイジャー
3. 742　ビル・ブラッドリー
4. 740　カール・ブラウン
5. 732　フィル・ジャクソン
6. 727　チャールズ・オークリー
7. 663　トレント・タッカー
8. 650　ウィリス・リード
9. 610　ハリー・ギャラティン
10. 604　ディック・バーネット

## 3ポイントシュート（NBAでは79-80より公式記録）成功
1. 982　ジョン・スタークス
2. 921　アラン・ヒューストン
3. 762　カーメロ・アンソニー
4. 638　ジュリアス・ランドル（現役）
5. 600　ジャマール・クロフォード
6. 598　チャーリー・ウォード
7. 504　トレント・タッカー
8. 498　ティム・ハーダウェイ・ジュニア（現役）
9. 497　ジェイレン・ブランソン（現役）
10. 489　RJ・バレット（現役）

## フリースロー成功
1. 5,126　パトリック・ユーイング
2. 3,145　ウォルト・フレイジャー
3. 3,030　リッチー・ゲリン
4. 2,831　ハリー・ギャラティン
5. 2,781　カール・ブラウン
6. 2,592　ビル・カートライト
7. 2,465　ウィリス・リード
8. 2,256　ケニー・シアーズ
9. 2,170　カーメロ・アンソニー
10. 2,038　アラン・ヒューストン

## 50得点以上
62得点
- カーメロ・アンソニー（vs CHA / 2014年1月24日）

61得点
- ジェイレン・ブランソン（vs SAS / 2024年3月29日）

60得点
- バーナード・キング（vs NJN / 1984年12月25日）

57得点
- リッチー・ゲリン（vs SYR / 1959年12月11日）
- ジュリアス・ランドル（vs MIN / 2023年3月20日）

55得点
- バーナード・キング（vs NJN / 1985年2月16日）
- ジェイレン・ブランソン（vs WAS / 2024年12月28日）

53得点
- ウィリス・リード（vs LAL / 1967年11月1日）
- アラン・ヒューストン（vs LAL / 2003年2月16日）

52得点
- バーナード・キング（vs IND / 1984年11月24日）
- ジャマール・クロフォード（vs MIA / 2007年1月26日）

51得点
- リッチー・ゲリン（vs BOS / 1962年2月14日）
- パトリック・ユーイング（vs BOS / 1990年3月24日）

50得点
- リッチー・ゲリン（vs PHW / 1962年2月25日）
- バーナード・キング（vs SAS / 1984年1月31日）
- バーナード・キング（vs DAL / 1984年2月1日）
- パトリック・ユーイング（vs CHH / 1990年12月1日）
- アラン・ヒューストン（vs MIL / 2003年3月16日）
- カーメロ・アンソニー（vs MIA / 2013年4月2日）
- ジェイレン・ブランソン（vs PHX / 2023年12月15日）

## その他
- シーズン最多平均スタッツ
  - 得点：32.9　バーナード・キング（1984-85シーズン）
  - リバウンド：16.0　ウォルト・ベラミー（1965-66シーズン）
  - アシスト：10.6　マーク・ジャクソン（1987-88シーズン）
  - スティール：3.2　マイケル・レイ・リチャードソン（1979-80シーズン）
  - ブロック：4.0　パトリック・ユーイング（1989-90シーズン）
- シーズン最多通算スタッツ
  - 得点：2,347　パトリック・ユーイング（1989-90シーズン）
  - リバウンド：1,191　ウィリス・リード（1968-69シーズン）
  - アシスト：868　マーク・ジャクソン（1987-88シーズン）
  - スティール：265　マイケル・レイ・リチャードソン（1979-80シーズン）
  - ブロック：327　パトリック・ユーイング（1989-90シーズン）
- 新人最多平均スタッツ
  - 得点：21.7　ビル・カートライト（1979-80シーズン）
  - リバウンド：14.7　ウィリス・リード（1964-65シーズン）
  - アシスト：10.6　マーク・ジャクソン（1987-88シーズン）
- トリプル・ダブル達成回数（1979-80シーズンより公式記録）
  - 23回：ウォルト・フレイジャー
  - 18回：マイケル・レイ・リチャードソン
  - 16回：リッチー・ゲリン
  - 15回：ジョシュ・ハート

- レジー・ミラーの最も有名なミラータイムの対戦相手である。<詳細はレジー・ミラーの項を参照。>

## 主なアメリカ国籍以外の選手
- ディケンベ・ムトンボ（コンゴ民主共和国（旧ザイール））
- ダニーロ・ガリナリ（イタリア）
- パブロ・プリジオーニ（アルゼンチン）
- アンドレア・バルニャーニ（イタリア）
- ホセ・カルデロン（スペイン）
- クリスタプス・ポルジンギス（ラトビア）
- ジョアキム・ノア（フランス）
- ウィリー・エルナンゴメス（スペイン）
- RJ・バレット（カナダ）
- エバン・フォーニエ（フランス）
- アイザイア・ハーテンシュタイン（ドイツ）
- OG・アヌノビー（イギリス）
- プレシャス・アチュワ（ナイジェリア）
- ボヤン・ボグダノビッチ（クロアチア）
- アリエル・フクポルティ （ドイツ）